# Energia negativa
Na física, a energia negativa é a energia em uma forma nocional ou hipotética que é negativa em quantidade ou magnitude; especificamente essa energia associada a matéria exótica. Ela é um conceito usado para explicar a natureza de certos campos, incluindo o campo gravitacional e vários efeitos de campo quântico.
Na teoria da Relatividade Geral, tradicionalmente assumimos que a energia é maior que zero, em todos os momentos e em qualquer lugar do Universo. Isso tem uma consequência para a gravidade: a energia está ligada à massa através da fórmula E=mc2. Portanto, energia negativa também significa massa negativa. Massas positivas se atraem, mas com uma massa negativa, a gravidade pode repentinamente se tornar uma força repulsiva.
Em teorias mais especulativas, a energia negativa está envolvida em buracos de minhoca, o que pode permitir viagens no tempo e propulsões para viagens espaciais mais rápidas que a luz.